# Excision
Jeff Abel, más conocido por su nombre artístico Excision, es un productor y DJ canadiense.
Con frecuencia trabaja con otros productores canadienses de dubstep Datsik y Downlink, y junto al productor emergente Dion Timmer, oriundo de los Países Bajos. Su música se caracteriza por centrarse en un ambiente minimalista y percusión. Además es el fundador de Rottun Recordings. Activo desde 2004, su primer lanzamiento fue en 2007. Es reconocido por su publicación de un álbum anual de mezclas titulado "Shambhala" en el tercer trimestre de cada año.
Abel fundó recientemente otra discográfica llamada Destroid Music, en su lanzamiento debut de un álbum digital de larga duración se lanzó con la mayoría de los temas compuestos el mismo e incluye colaboraciones con otros artistas como Downlink, Space Laces, Far Too Loud, Bassnectar y Ajapai. Otro sencillo fue lanzado en diciembre de 2013 por Excision y Space Laces titulado "Get Stupid". Hay más lanzamientos programados para ser lanzado en Destroid Music.

## Profesión
A principios de 2012, Excision comenzó la gira norteamericana "X Tour" con Liquid Stranger y Lucky Date.
En 2011 colaboró en la producción del álbum The Path of Totality de la banda estadounidense Korn.
El 15 de noviembre de 2013, Excision dio a conocer un sistema de sonido de 250.000 vatios en el 1st Bank Center en Broomfield Colorado para el evento Boomfest. El evento incluyó un muy especial set de espalda con espalda de Funtcase y Cookie Monsta junto con Deltron 3030, Brillz, ill.Gates y Los locales de Colorado Robotic Pirate Monkey. 
A partir de enero de 2014, Excision comenzó una nueva gira que abarca en América del Norte, con el apoyo de Dirtyphonics y Ill Gates. Esta nueva gira contó con su producción de vídeo y luz "Executioner". Esta vez, aporta un nuevo sistema de sonido de 150.000 vatios de sonido ofrecidos por PK Sound.
En 2016, Excision comenzó un nuevo proyecto llamado "Level X", que también será su nuevo álbum. Contiene hard bass drops y beats que Excision dijo: "Would make Donald Trump into an asscream sundae".
El 25 de octubre de 2016 lanzó su nuevo álbum llamado "Virus" que incluía colaboraciones con Dion Timmer, Datsik, Space Laces, Downlink, Sam King, Madi, Akylla, Messinian y Protohype. Mientras que "Virus: The Remixes" fue lanzado el 5 de septiembre de 2017 e incluía Remixes de Dubloadz, Sullivan King, Crizzly, AFK, 12th Planet, Antiserum, Getter, Virtual Riot, Dillon Francis, WAVEDASH, Eliminate, Kai Wachi, Megalodon, Krimer, Wooli, FuntCase, Cookie Monsta, BadKlaat, Dodge & Fuski, Barely Alive y Seven Lions. Ambos álbumes fueron publicados por Rottun Recordings.
Excision creó un festival de música Bass llamado "Lost Lands" con una temática prehistórica realizado en Legend Valley, Thorneville, Ohio, USA. Este festival celebró su primera edición del 29 de septiembre al 1 de octubre de 2017. Su LineUp estaba formada por muchos de los mejores DJs de bass, incluidos Excision, Seven Lions, Rezz, Zeds Dead, 12th Planet, Destroid, Kill The Noise y muchos más.
El 14 de agosto de 2018, Excision lanzó su cuarto álbum de estudio, Apex. El álbum tardó dos años en realizarse y contiene 14 canciones y colaboraciones con artistas como Dion Timmer, Sullivan King, Space Laces, Illenium y otros. Excision declaró que el álbum es una celebración de todo lo que ha logrado en su carrera.
En junio de 2019, anunció un próximo EP con el productor holandés Dion Timmer. Este EP colaborativo, llamado Breaking Through, fue lanzado el 22 de junio. En septiembre, anunció otro EP con el productor estadounidense de briddim dubstep Wooli. Fue nombrado Evolution EP y lanzado el 13 de septiembre con el sencillo Another Me de Seven Lions.
En noviembre, después de más de tres años de The Paradox, Abel anunció su nuevo programa de concepto audiovisual titulado "The Evolution" junto con un programa de doble encabezado que llamó "The Thunderdome". La nueva producción debutó el 31 de enero y duró hasta el 1 de febrero de 2020 en Tacoma Dome, Washington. La producción se vio inevitablemente interrumpida debido al coronavirus.
En 2020, Abel lanzó su segunda colaboración con Illenium, titulada "Feel Something". La canción contó con la banda estadounidense de metalcore I Prevail. También le siguió otro single con Downlink, su primera colaboración con él después de 3 años, titulado "Resistance".
En septiembre de 2020, Excision anunció su nuevo sello discográfico, Subsidia Records, y lanzó tres compilaciones que consisten en 118 canciones de bajo, que van desde Experimental Bass, Melodic Bass y Heavy Bass. También lanzó una mezcla de una hora y media de su transmisión en vivo Lost Lands: Couch Lands, titulada "Excision Subsidia Mix 2020", junto con tres nuevos sencillos, "Necromancer" con Dion Timmer, "Demise" con PhaseOne. y "Erase You" con Wooli y HALIENE.

## Discografía

### Álbumes
En estudio
- 2011: X Rated [Mau5trap]
- 2013: Destroid - The Invasion [Destroid Music]
- 2015: Codename X [Rottun Recordings]
- 2016: Virus [Rottun Recordings]
- 2018: Apex [Excision Music]
- 2022: Onyx [Subsidia Records]

Álbumes de remezclas
- 2012: X Rated: The Remixes [Mau5trap]
- 2014: Destroid - The Invasion: Remixes [Destroid Music]
- 2015: Bring The Madness: The Remixes [Monstercat]
- 2015: Night Shine: The Remixes [Rottun Recordings]
- 2015: X Up: The Remixes [Rottun Recordings]
- 2016: Codename X: The Remixes [Rottun Recordings]
- 2017: Virus: The Remixes [Rottun Recordings]
- 2019: Apex: The Remixes [Excision Music]
- 2020: Evolution: The Remixes [Excision Music]

Extended plays
- 2009: Boom EP (con Datsik y Flux Pavilion) [Rottun Recordings]
- 2009: Hypothermic EP (Excision vs. The SubDivision) [Paradise Lost Recordings]
- 2011: Existence EP (con Downlink) [Rottun Recordings]
- 2019: Breaking Through (con Dion Timmer) [Excision Music]
- 2019: Evolution EP (con Wooli) [Excision Music]

### Compilaciones
- 2006: "Darkside Dubstep Mix"
- 2007: "Rottun Mix"
- 2008: "Shambhala Mix 2008"
- 2009: "Shambhala Mix 2009"
- 2010: "Shambhala Mix 2010"
- 2011: "Shambhala Mix 2011"
- 2011: "The X Sessions Vol. 1"
- 2012: "Shambhala Mix 2012"
- 2013: "Shambhala Mix 2013"
- 2014: "Shambhala Mix 2014"
- 2015: "Shambhala Mix 2015"
- 2016: "Shambhala Mix 2016"
- 2017: "Lost Lands Mix 2017"
- 2018: "Lost Lands Mix 2018"
- 2019: "Lost Lands Mix 2019"
- 2020: "Subsidia Mix 2020"
- 2022: "Lost Lands Mix 2021"

### Sencillos y otros lanzamientos
| Año  | Título                                                                                    | Discográfica                     |
| ---- | ----------------------------------------------------------------------------------------- | -------------------------------- |
| 2008 | "No Escape" (by Excision) / "Bug Powdah" (by Innasekt)                                    | Rottun Recordings                |
| 2008 | "Do It Now" (by Excision and Noiz) / "This Is War" (by Rakoon)                            | Rottun Recordings                |
| 2009 | "Wasted" / "Serious Business"                                                             | Rag & Bone Records               |
| 2009 | "Yin Yang" (con DZ) / "Obvious"                                                           | EX7                              |
| 2009 | "Swagga" (con Datsik) / "Invaders" (con Datsik)                                           | EX7                              |
| 2009 | "Know You" (by Excision) / "3vil Five" (by UltraBlack)                                    | Rottun Recordings                |
| 2010 | "Get to the Point" (con Liquid Stranger) / "One" (con Liquid Stranger)                    | Rottun Recordings                |
| 2010 | "Aliens" (con Endophyte) / "Too Late"                                                     | Dubline Records                  |
| 2010 | "Subsonic" / "Force" (con Noiz)                                                           | EX7                              |
| 2010 | "Boom" (SKisM Remix) (con Datsik) / "Swagga" (Downlink Remix) (con Datsik)                | Rottun Recordings                |
| 2010 | "Subsonic" (by Excision) / "Emergency" (by Downlink) (Elite Force Remixes)                | Rottun Recordings                |
| 2010 | "Heavy Artillery" (con Downlink junto a Messinian) / "Reploid" (con Downlink)             | EX7                              |
| 2011 | "Rude Symphony" (con Subvert) / "Darkness" (con Subvert)                                  | Rottun Recordings                |
| 2011 | "Crowd Control" (con Downlink)                                                            | Rottun Recordings                |
| 2011 | "Before the Sun" (con Downlink y ajapai)                                                  | Rottun Recordings                |
| 2012 | "Brutal"                                                                                  | Rottun Recordings                |
| 2012 | "Headbanga" (con Downlink)                                                                | Rottun Recordings                |
| 2012 | "Get to the Point" (Cyberoptics Remix) (con Liquid Stranger)                              | Rottun Recordings                |
| 2012 | "Crowd Control" (Delta Heavy Remix & Pixel Fist Remix) (con Downlink)                     | Rottun Recordings                |
| 2012 | "Destroid 1 Raise Your Fist" (con Downlink y Space Laces)                                 | Destroid Music                   |
| 2013 | "Vindicate" (con Datsik)                                                                  | Firepower Records                |
| 2013 | "Destroid 9 Blast Off" (con ajapai)                                                       | Destroid Music                   |
| 2013 | "Destroid 11 Get Stupid" (con Space Laces)                                                | Destroid Music                   |
| 2014 | "Rock You" (con Downlink)                                                                 | Destroid Music                   |
| 2014 | "Destroid 7 Bounce VIP" (con Space Laces) / "Destroid 10 Funk Hole VIP" (con Space Laces) | Destroid Music                   |
| 2014 | "Night Shine" (con The Frim junto a Luciana)                                              | Rottun Recordings                |
| 2015 | "Bring the Madness" (con Pegboard Nerds junto a Mayor Apeshit)                            | Monstercat                       |
| 2015 | "Robo Kitty" (con Downlink)                                                               | Uplink Audio                     |
| 2015 | "Again & Again" (con Dion Timmer)                                                         | Rottun Recordings                |
| 2015 | "Road Kill" (con Tech N9ne)                                                               | Strange Music                    |
| 2016 | "Earthquake" (con The Frim)                                                               | Rottun Recordings                |
| 2016 | "Final Boss" (con Dion Timmer)                                                            | Rottun Recordings                |
| 2016 | "My Boo Remix" (con Dion Timmer)                                                          | Rottun Recordings                |
| 2016 | "The Paradox"                                                                             | Rottun Recordings                |
| 2017 | "Africa VIP" (con Dion Timmer)                                                            | Rottun Recordings                |
| 2017 | "Hoods Up" (con Dion Timmer junto a Messinian)                                            | Rottun Recordings                |
| 2017 | "Take Me Higher" (con Dion Timmer)                                                        | Rottun Recordings                |
| 2018 | "Rumble" (con Space Laces)                                                                | Never Say Die Records            |
| 2018 | "Gold (Stupid Love)" (con Illenium junto a Shallows)                                      | Excision Music / Caption Records |
| 2019 | "Another Me" (con Seven Lions y Wooli junto a Dylan Matthew)                              | Ophelia                          |
| 2020 | "Feel Something" (con Illenium junto a I Prevail)                                         | Astralwerks                      |
| 2020 | "Resistance" (con Downlink)                                                               | Uplink Audio                     |
| 2020 | "Necromancer" (con Dion Timmer)                                                           | Subsidia                         |
| 2020 | "Erase You" (con Wooli y HALIENE)                                                         | Subsidia                         |
| 2020 | "Demise" (con PhaseOne)                                                                   | Subsidia                         |
| 2020 | "Your Fault" (con SLANDER junto a Elle Vee)                                               | Subsidia                         |
| 2021 | "The Last Time" (con Whales y RIELL)                                                      | Subsidia                         |
| 2021 | "Unbound" (con Sullivan King)                                                             | Subsidia                         |
| 2021 | "Bunker Buster" (con Subtronics)                                                          | Subsidia                         |
| 2021 | "Back To Back" (Con UBUR junto a Armanni Reing)                                           | Subsidia                         |
| 2021 | "Salvation" (Con Dion Timmer junto a Alexis Donn)                                         | Subsidia                         |
| 2021 | "Demisaur" (Con Kai Wachi)                                                                | Subsidia                         |
| 2021 | "End Of The World" (Con Dion Timmer junto a Donna Tella)                                  | Subsidia                         |
| 2022 | "Dimension"                                                                               | Subsidia                         |
| 2022 | "Name Drop" (Con Wooli)                                                                   | Subsidia                         |
| 2022 | "End of the World" (Con Dion Timmer junto a Donna Tella)                                  | Subsidia                         |
| 2023 | "Fall Apart" (Con Sullivan King)                                                          | Subsidia                         |
| 2023 | "Titans" (Con Wooli)                                                                      | Subsidia                         |
| 2023 | "Reasons" (Con Wooli junto a The Devil Wears Prada)                                       | Subsidia                         |